# Euskotren série S-3500
La série 3500 (aussi appelée UT-3500) est une série d'automotrices électriques des chemins de fer basques Euskotren Trena.

## Commande
Pour moderniser les lignes à voie métrique du nord de l'Espagne, une série de 30 automotrices doubles fut commandée à CAF en 1977. Les quinze premières, destinées aux lignes du pays basque, intègrent ensuite naturellement le parc d'Euskotren Trena lors de sa création en 1982.

## Conception
À l'origine, les compositions ne sont formées que d'une motrice série 3500 et d'une remorque équipée d'un poste de conduite série 6500. Ces remorques abritent également le convertisseur, le compresseur et l'équipement de frein. La capacité de l'ensemble se révélant insuffisante, 15 remorques intermédiaires supplémentaires, n° 5501 à 5515, sont commandées en 1978 afin de pouvoir réaliser des rames triples.

## Service
À l'origine, toute la série est affectée au dépôt de Durango. Mais les sept premières unités sont mutées à Renteria pour renforcer le parc du "Topo", sur lequel elles commencent le service le 1er mai 1978. Comme le profil y est beaucoup plus facile que sur le reste du réseau, Euskotren Trena commande quatre remorques supplémentaires n° 5516 à 5519 afin de réaliser des compositions quadruples. L'expérience dure peu. Après multiplication des circulations sur cette ligne, les remorques sont définitivement retirées et garées aux ateliers de Durango.
Les 3501 et 3508, détruites dans les inondations de Bilbao en 1983, sont immédiatement remplacées par des unités neuves aux immatriculations identiques.
En 1988, les 3504, 3506 et 3515 sont transformées aux ateliers de Durango pour effectuer le nouveau service de messageries rapides Bidexpress entre Saint-Sébastien et Bilbao.
Après la livraison des 300 en 1990, toute la série est regroupée sur Durango.
Au cours des années 1990, la série est modernisée. Les équipements mécaniques et électriques sont entièrement rénovés, tandis que l'intérieur est refait sur le modèle de la série 300. On en profite pour appliquer la nouvelle livrée inaugurée par la série 200. Les unités affectées au Bidexpress, qui n'ont pas rencontré le succès escompté, sont remises au type.
La série effectue alors essentiellement du service sur Saint-Sébastien-Bilbao et sur l'embranchement de Bermeo.
En 2000, la CAF est contactée pour procéder à une nouvelle modernisation intégrale de la série. C'est à cette occasion que ce matériel est équipé de l'air conditionné, la série 3500 étant la première d'Euskotren à bénéficier de cette nouveauté. La 3511, première unité ainsi modernisée, sort des ateliers CAF d'Irun au cours de l'été 2000.